# Calycadenia hooveri
Calycadenia hooveri là một loài thực vật có hoa trong họ Cúc. Loài này được G.D.Carr mô tả khoa học đầu tiên năm 1975.